# Déclaration de souveraineté et du droit de décision du peuple de Catalogne
La déclaration de souveraineté et du droit de décision du peuple de Catalogne est une résolution du Parlement de Catalogne adoptée le 23 janvier 2013. Elle proclame « la qualité de sujet politique et juridique souverain » du peuple catalan et le droit à l'autodétermination de la Catalogne dans un cadre démocratique. Il s'agit de la première étape du programme de la majorité indépendantiste issue des élections au Parlement de Catalogne de 2012, composée de Convergence et Union (CiU) et Esquerra Republicana de Catalunya (ERC). Le nouveau gouvernement s'est engagé à mener un processus souverainiste qui doit aboutir à l'organisation d'une consultation sur l'indépendance de la Catalogne en 2014.
La déclaration est adoptée par le Parlement à une large majorité par 85 voix « pour » et 41 voix « contre », avec le soutien de Convergence et Union (CiU), Esquerra Republicana de Catalunya (ERC), Iniciativa per Catalunya Verds - Esquerra Unida i Alternativa (ICV-EUiA) et d'une partie de la Candidature d'unité populaire (CUP). Elle est contestée par le gouvernement espagnol, et partiellement annulée par le Tribunal constitutionnel le 25 mars 2014.

## Contexte
La question de l'avenir institutionnel de la Catalogne occupe le centre du débat politique depuis la décision du Tribunal constitutionnel du 27 juin 2010 (ca) qui a annulé une partie du statut d'autonomie de 2006. La manifestation « Som una nació. Nosaltres decidim » du 10 juillet 2010 rassemble plus d'un million de personnes protestant contre cette décision et réclamant le droit à l'autodétermination. L'indépendantisme rencontre un succès grandissant dans le contexte de la crise économique et des tensions financières avec le gouvernement central. La manifestation « Catalunya, nou estat d'Europa », organisée le 11 septembre 2012 à l'occasion de la fête nationale, rassemble 1,5 million de personnes en faveur de l'indépendance.
En septembre 2012, le projet du président Artur Mas de conclure un « pacte fiscal » avec le gouvernement central se heurte au refus du gouvernement de Mariano Rajoy. À la suite de cet échec, le président dissout le Parlement, convoque des élections législatives anticipées et appelle à la création d'« un État en propre » pour la Catalogne. La fédération de partis qu'il dirige, Convergence et Union (CiU), passe du nationalisme modéré à l'indépendantisme, qui est le principal thème de la campagne électorale. Ainsi, l'adoption d'une déclaration de souveraineté par le Parlement de Catalogne au début de la législature à venir est une promesse électorale du président sortant.
Les élections législatives ont lieu le 25 novembre 2012. Elles sont remportées par CiU, qui est cependant en recul de 8 points et qui obtient une majorité relative de 50 sièges. La gauche indépendantiste qu'Esquerra Republicana de Catalunya (ERC) enregistre une forte progression avec 13,70 % des voix et 21 sièges, et devient la deuxième force politique au Parlement. Après trois semaines de négociations, CiU et ERC concluent un accord de coalition, dénommé Pacte pour la liberté. Le programme de gouvernement commun comprend une feuille de route souverainiste qui prévoit une consultation d'autodétermination en 2014. L'adoption de la déclaration de souveraineté par le Parlement lors de la première séance plénière de la nouvelle législature est la première étape de ce processus.
Artur Mas est investi président de la Généralité pour la deuxième fois le 21 décembre 2012. La victoire du camp indépendantiste inquiète ses opposants, notamment le gouvernement espagnol qui s'engage à mettre en œuvre tous les moyens juridiques nécessaires pour interrompre le processus souverainiste.

## Processus d'adoption

### Élaboration de la déclaration
La déclaration de souveraineté est élaborée conjointement par Convergence et Union (CiU) et Esquerra Republicana de Catalunya (ERC). Leur proposition, présentée le 10 janvier 2013, est envoyée aux autres groupes parlementaires favorables au droit à l'autodétermination de la Catalogne : le Parti des socialistes de Catalogne (PSC), les écosocialistes d'Iniciativa per Catalunya Verds - Esquerra Unida i Alternativa (ICV-EUiA) et la gauche indépendantiste radicale de la Candidature d'unité populaire (CUP), pour tenter d'obtenir un accord le plus large possible.
Plusieurs réunions de conciliation sont organisées entre les cinq groupes parlementaires pour parvenir à une position commune. CiU et ERC acceptent de réviser leur proposition : le texte modifié consacre un long préambule aux fondements historiques du droit à l'autodétermination de la Catalogne et, à la demande d'ICV-EUiA, ne fait plus référence à la création d'un État comme finalité du processus souverainiste.
Les négociations aboutissent à une proposition conjointe de CiU, ERC et ICV-EUiA déposée le 22 janvier. La CUP ne s'associe pas à la proposition conjointe, mais soutient l'essentiel de la déclaration. Elle se prononce pour un « oui critique », en accordant une voix « pour » et deux abstentions. Le PSC participe aux discussions, mais maintient son opposition au projet nationaliste. Il soumet au Parlement une proposition alternative qui se limite à énoncer le principe général du droit à l'autodétermination, sans mentionner le caractère souverain du peuple catalan.
Les partis unionistes s'opposent au projet d'autodétermination. La présidente du Parti populaire catalan (PPC), Alicia Sánchez-Camacho, considère que la déclaration de souveraineté équivaut à une déclaration d'indépendance et qu'elle est « illégale et antidémocratique ». Le président de Ciutadans (C's), Albert Rivera, annonce son intention de demander au gouvernement de l'Espagne de former un recours devant le Tribunal constitutionnel si elle est adoptée.

### Adoption par le Parlement
La déclaration de souveraineté est soumise au vote du Parlement de Catalogne lors de la première réunion ordinaire de la Xe législature le 23 janvier 2013. Elle est adoptée à une large majorité par 85 voix « pour », 41 voix « contre » et 2 abstentions. Les 50 députés de CiU, les 21 députés d'ERC, les 13 députés d'ICV-EUiA et 1 députée de la CUP votent « pour » ; 17 députés du PPC, les 9 députés de Ciutadans et 15 députés du PSC votent « contre ». 2 députés de la CUP s'abstiennent, 5 députés du PSC refusent de participer au vote, et 2 députés du PPC sont absents.
Cinq des vingt députés du PSC ont rompu la discipline de vote en refusant de voter contre la déclaration de souveraineté : Marina Geli, Joan Ignasi Elena, Núria Ventura, Àngel Ros et Rocío Martínez-Sampere.
Les députés du PPC quittent l'hémicycle immédiatement après leur vote pour manifester leur désapprobation.
Les propositions alternatives du PSC et de la CUP recueillent seulement le soutien de leurs députés respectifs et ne sont pas adoptées.

### Contenu
La déclaration de souveraineté proclame que : « Le peuple de Catalogne a, pour des raisons de légitimité démocratique, qualité de sujet politique et juridique souverain. » Elle affirme la volonté du Parlement de Catalogne d'engager un processus souverainiste qui doit aboutir à l'organisation d'une consultation d'autodétermination. Le Parlement s'engage à garantir le caractère démocratique du processus, à poursuivre le dialogue avec l'État espagnol, les institutions européennes et la communauté internationale, et à utiliser « tous les cadres juridiques existants » pour assurer la légalité du processus. Elle laisse ouverte la possibilité d'organiser un référendum d'autodétermination avec l'accord du gouvernement central, ou une simple consultation des électeurs régie par la loi catalane.
La déclaration ne fait pas référence à l'indépendance, mais uniquement au droit à l'autodétermination sans se prononcer sur l'issue du processus.

## Conséquences

### Analyse
La déclaration de souveraineté est le commencement de l'affrontement politique entre les partisans de l'autodétermination, qui entendent mener le processus souverainiste à son terme, et ses opposants, qui veulent empêcher le gouvernement d'organiser la consultation sur l'indépendance prévue pour 2014. L'évolution de CiU vers l'indépendantisme et l'alignement du PSC avec le camp unioniste ont divisé le Parlement en deux blocs opposés, dans une situation qui rappelle celle du Parlement basque :
- Le camp nationaliste est composé des partis qui ont voté la résolution : les nationalistes modérés de Convergence et Union (CiU), la gauche indépendantiste d'Esquerra Republicana de Catalunya (ERC) et de la Candidature d'unité populaire (CUP) et les écosocialistes d'Iniciativa per Catalunya Verds - Esquerra Unida i Alternativa (ICV-EUiA).
- Le camp unioniste est composé des deux grands partis espagnols, le Parti populaire catalan (PPC) et le Parti des socialistes de Catalogne (PSC), auxquels s'ajoute Ciutadans (C's)[23].

La polarisation du Parlement renforce les partis qui défendent une position claire sur la question de l'indépendance, et divise ceux qui ont une base politique plus transversale.
Parmi les partis nationalistes, la déclaration suscite des tensions entre les deux composantes de CiU. Unió émet des réserves sur les positions indépendantistes défendues par Convergència depuis 2012 et sur l'accord de gouvernement conclu avec ERC. La fédération de Convergència de Barcelone adopte une résolution critiquant l'attitude du président d'Unió, Josep Antoni Duran i Lleida, ce qui suscite en retour la réprobation des membres d'Unió. Les dissensions ne remettent cependant pas en cause la déclaration de souveraineté, qui est votée par les députés de CiU à l'unanimité.
ERC et son nouveau président Oriol Junqueras sortent renforcés par l'adoption de la déclaration de souveraineté. ERC a accepté de revenir sur la formulation indépendantiste du texte, pour proposer une déclaration plus consensuelle qui reste conforme à ses positions. ICV-EUiA, qui est favorable au droit à l'autodétermination mais opposée à l'indépendance, a soutenu la déclaration proposée par les partis nationalistes après avoir obtenu des modifications du projet. Enfin, la CUP a affirmé ses convictions en participant à l'élaboration du texte, et en accordant un soutien partiel pour marquer ses réticences sur certains points.
Du côté des partis unionistes, le PPC et Ciutadans se sont montrés résolus dans leur opposition au droit à l'autodétermination. À l'inverse, le vote révèle la profonde division du PSC. Celui-ci participe aux discussions préparatoires, et un vif débat interne s'engage entre la direction du parti, qui refuse de soutenir une déclaration de souveraineté qu'elle juge illégale, et une partie de ses députés qui défendent le droit à l'autodétermination. Cinq des vingt députés du groupe rompent avec la consigne de vote en refusant de participer au vote. La direction du parti décide de leur appliquer une sanction sous forme d'amende mais de ne pas les expulser du groupe parlementaire.

### Annulation par le Tribunal constitutionnel
Le gouvernement espagnol décide le 1er mars 2013 d'exercer un recours contre la déclaration de souveraineté devant le Tribunal constitutionnel. Il estime que la déclaration n'est pas seulement symbolique mais produit des effets juridiques, et il considère qu'elle est « l'acte d'un pouvoir constituant » et « un défi ouvert lancé contre la Constitution ».
Le Tribunal constitutionnel déclare le recours recevable et suspend la déclaration de souveraineté le 8 mai 2013. C'est la première fois depuis le début de la période démocratique qu'il admet un recours contre une résolution d'un Parlement autonomique, qui est un acte politique sans valeur contraignante. La suspension est prorogée le 11 juillet.
Le 25 mars 2014, le Tribunal constitutionnel annule partiellement la déclaration de souveraineté. Il juge « inconstitutionnelle et nulle » l'affirmation centrale du texte, qui reconnaît au peuple catalan le « caractère de sujet politique et juridique souverain ». Il admet en revanche les références au droit à l'autodétermination comme conformes à la Constitution, dans la mesure où elles expriment seulement un vœu politique dont la réalisation est subordonnée aux règles constitutionnelles. La décision, prise à l'unanimité, est le fruit d'un compromis entre les magistrats les plus conservateurs, qui désiraient annuler l'ensemble de la résolution, et les magistrats plus progressistes, qui considéraient qu'elle était sans effet juridique.
Les autorités catalanes critiquent une décision prise pour des motifs politiques. Le bureau du Parlement estime que la déclaration reste en vigueur, car elle est l'expression politique du Parlement et qu'« une volonté politique ne peut être suspendue ». Le président Artur Mas annonce que la décision du Tribunal constitutionnel ne remet pas en cause la poursuite du processus souverainiste.

### Processus souverainiste
La déclaration de souveraineté est la première étape de la feuille de route souverainiste prévu par l'accord de gouvernement conclu un mois plus tôt entre Convergence et Union (CiU) et Esquerra Republicana de Catalunya (ERC). Le processus doit aboutir à la convocation d'une consultation sur l'indépendance en 2014.
La volonté du gouvernement catalan d'organiser un référendum décisionnel se heurte au refus du pouvoir central. En janvier 2014, le Parlement de Catalogne adopte une requête demandant aux Cortes Generales d'Espagne de transférer à la Généralité la compétence de convoquer un référendum. Le gouvernement espagnol s'oppose à cette demande, qui est rejetée par le Congrès des députés le 8 avril 2014 à une large majorité.
Le gouvernement catalan entreprend de traduire son programme d'autodétermination par l'organisation d'une simple consultation des électeurs. En décembre 2013, le président Artur Mas annonce que le vote aura lieu le 9 novembre 2014. Le Parlement adopte le 19 septembre 2014 la loi sur les consultations populaires non référendaires qui fixe la procédure de consultation. Le décret de convocation de la consultation est signé le 27 septembre 2014 et immédiatement contesté par le gouvernement espagnol. Il est suspendu deux jours plus tard par le Tribunal constitutionnel.
Le président catalan retire son décret mais maintient la tenue d'une votation symbolique le 9 novembre. Ce « processus participatif » est lui-même suspendu par le Tribunal constitutionnel cinq jours avant la date du vote. Le gouvernement catalan décide cependant de poursuivre la consultation populaire. Deux millions d'électeurs participent au vote, dont 80 % s'expriment en faveur de l'indépendance.
Le vote du 9 novembre montre qu'une partie importante de la population catalane soutient l'indépendance, mais il n'a pas de valeur juridique. Pour surmonter l'impossibilité d'organiser une consultation formelle, le président catalan annonce des « élections plébiscitaires », dont l'objectif est de réunir une majorité en faveur d'un programme indépendantiste. Les discussions menées entre les partis nationalistes au premier semestre 2015 aboutissent à un accord sur un programme commun, à la constitution d'une liste d'union indépendantiste nommée Junts pel Sí, composée de Convergència, ERC et des associations nationalistes, et à la convocation des élections du 27 septembre 2015.